# Wuzhong'an
Wuzhong'an (kinesiska: 五重安乡, 五重安) är en socken i Kina. Den ligger i provinsen Hebei, i den norra delen av landet, omkring 200 kilometer öster om huvudstaden Peking. Antalet invånare är 25 301. Befolkningen består av 12 141 kvinnor och 13 160 män. Barn under 15 år utgör 17,0 %, vuxna 15-64 år 72 %, och äldre över 65 år 9,0 %.
Genomsnittlig årsnederbörd är 961 millimeter. Den regnigaste månaden är juli, med i genomsnitt 284 mm nederbörd, och den torraste är januari, med 2 mm nederbörd.